# Henryk Chełchowski
Henryk Chełchowski (zm. 1665) – polski poeta barokowy.
Chełchowski był dworzaninem królewskim, następnie został księdzem. Uprawiał zarówno twórczość świecką, jak i religijną.
Twórczość:
- Uciecha bogiń parnaskich, Gwar leśny (1630) – sielanki wykorzystujące wzory Szymonowica i Teokryta.
- Hejnał Narodzonemu Jezusowi (1645) – utwór bożonarodzeniowy
- Bóg oczłowieczony (1645) – utwór bożonarodzeniowy